# Pterygostemon
Pterygostemon là chi thực vật có hoa trong họ Cải.